# Campeonato Mundial de Judo de 1995
El XXII Campeonato Mundial de Judo se celebró en la localidad de Chiba (Japón) entre el 28 de septiembre y el 1 de octubre de 1995 bajo la organización de la Federación Internacional de Judo (IJF) y la Federación Japonesa de Judo. 
Las competiciones se realizaron en el pabellón de eventos Makuhari Messe de la ciudad japonesa. 

## Medallistas

### Masculino
| Evento            | Oro                         | Plata                         | Bronce                                                  |
| ----------------- | --------------------------- | ----------------------------- | ------------------------------------------------------- |
| –60 kg            | Nikolai Ozheguin · Rusia    | Guiorgui Vazagashvili Georgia | Natik Baguirov · Bielorrusia · Ryuji Sonoda · Japón     |
| –65 kg            | Udo Quellmalz · Alemania    | Yukimasa Nakamura Japón       | Bektaş Demirel Turquía Kim Dae-Ik Corea del Sur         |
| –71 kg            | Daisuke Hideshima Japón     | Kwak Dae-Sung Corea del Sur   | Diego Brambilla · Italia · James Pedro · Estados Unidos |
| –78 kg            | Toshihiko Koga Japón        | Oren Smadja Israel            | Djamel Bouras · Francia · Patrick Reiter · Austria      |
| –86 kg            | Jeon Ki-Young Corea del Sur | Hidehiko Yoshida Japón        | Nicolas Gill · Canadá · Oleg Maltsev · Rusia            |
| –95 kg            | Paweł Nastula · Polonia     | Dmitri Sergueyev · Rusia      | Shigeru Okaizumi Japón Stéphane Traineau Francia        |
| +95 kg            | David Douillet Francia      | Frank Möller · Alemania       | Davit Jajaleishvili Georgia Naoya Ogawa Japón           |
| Categoría abierta | David Douillet Francia      | Serguei Kosorotov · Rusia     | Shinichi Shinohara Japón Selim Tataroğlu Turquía        |

### Femenino
| Evento            | Oro                                | Plata                       | Bronce                                                              |
| ----------------- | ---------------------------------- | --------------------------- | ------------------------------------------------------------------- |
| –48 kg            | Ryoko Tamura Japón                 | Li Aiyue China              | Małgorzata Roszkowska · Polonia · Amarilis Savón · Cuba             |
| –52 kg            | Marie-Claire Restoux Francia       | Carolina Mariani Argentina  | Sharon Rendle · Reino Unido · Legna Verdecia Rodríguez · Cuba       |
| –56 kg            | Driulis González Morales · Cuba    | Jung Sun-Yong Corea del Sur | Filipa Cavalleri · Portugal · Danielle Zangrando · Brasil           |
| –61 kg            | Jung Sung-Sook Corea del Sur       | Jennifer Gal · Países Bajos | Cathérine Fleury · Francia · Gella Vandecaveye · Bélgica            |
| –66 kg            | Cho Min-Sun Corea del Sur          | Odalis Revé Jiménez · Cuba  | Liliko Ogasawara · Estados Unidos · Aneta Szczepańska · Polonia     |
| –72 kg            | Diadenis Luna Castellano · Cuba    | Ulla Werbrouck · Bélgica    | Tetiana Beliayeva · Ucrania · Yoko Tanabe · Japón                   |
| +72 kg            | Angelique Seriese · Países Bajos   | Ying Zhang China            | Shon Hyun-Me · Corea del Sur · Daima Beltrán Guisado · Cuba         |
| Categoría abierta | Monique van der Lee · Países Bajos | Sun Fuming China            | Lee Hyun-Kyung · Corea del Sur · Estela Rodríguez Villanueva · Cuba |

## Medallero
| Núm. | País           | Oro | Plata | Bronce | Total |
| ---- | -------------- | --- | ----- | ------ | ----- |
| 1    | Japón          | 3   | 2     | 5      | 10    |
| 2    | Corea del Sur  | 3   | 2     | 3      | 8     |
| 3    | Francia        | 3   | 0     | 3      | 6     |
| 4    | Cuba           | 2   | 1     | 4      | 7     |
| 5    | Países Bajos   | 2   | 1     | 0      | 3     |
| 6    | Rusia          | 1   | 2     | 1      | 4     |
| 7    | Alemania       | 1   | 1     | 0      | 2     |
| 8    | Polonia        | 1   | 0     | 2      | 3     |
| 9    | China          | 0   | 3     | 0      | 3     |
| 10   | Bélgica        | 0   | 1     | 1      | 2     |
| 10   | Georgia        | 0   | 1     | 1      | 2     |
| 12   | Argentina      | 0   | 1     | 0      | 1     |
| 12   | Israel         | 0   | 1     | 0      | 1     |
| 14   | Estados Unidos | 0   | 0     | 2      | 2     |
| 14   | Turquía        | 0   | 0     | 2      | 2     |
| 16   | Austria        | 0   | 0     | 1      | 1     |
| 16   | Bielorrusia    | 0   | 0     | 1      | 1     |
| 16   | Brasil         | 0   | 0     | 1      | 1     |
| 16   | Canadá         | 0   | 0     | 1      | 1     |
| 16   | Italia         | 0   | 0     | 1      | 1     |
| 16   | Portugal       | 0   | 0     | 1      | 1     |
| 16   | Reino Unido    | 0   | 0     | 1      | 1     |
| 16   | Ucrania        | 0   | 0     | 1      | 1     |
|      | TOTAL          | 16  | 16    | 32     | 64    |